# 바이브레이터 (성 도구)

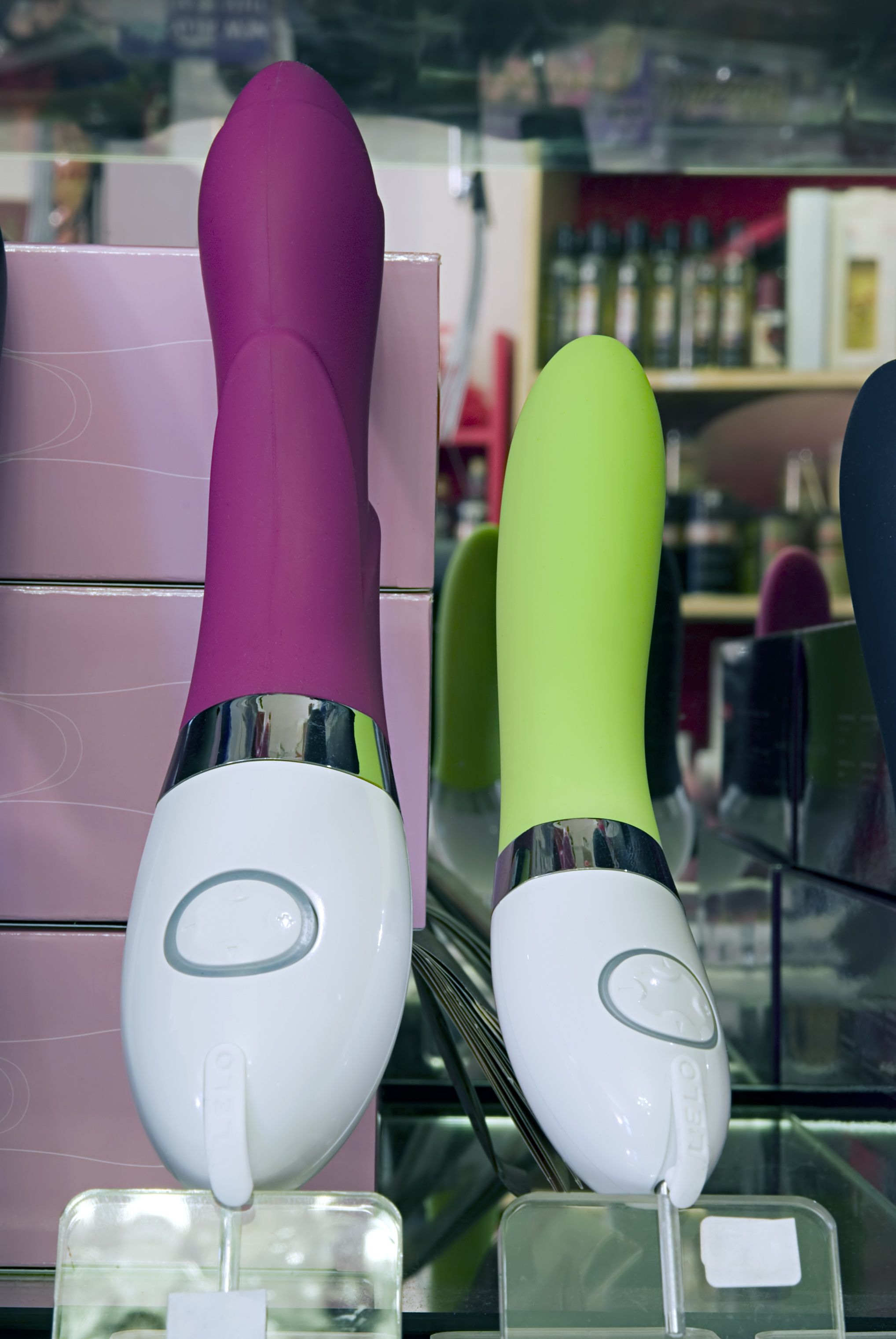
바이브레이터

바이브레이터(영어: vibrator)는 진동 등에 의해 쾌감을 얻을 수 있는 성 도구이다. 질에 삽입할 수 있도록 되어 있어, 성기와 성감대에 진동이나 움직임에 자극적인 성적 쾌락을 얻을 수 있다. 주로 딜도 형과 캡슐 형으로 나뉜다. 전기 바이브레이터는 19세기 말에 통증 완화 및 다양한 질병 치료를 위한 의료 기구로 발명되었다.

## 같이 보기
- 딜도
- 히스테리아 (2011년 영화)
- 섹스 기계
- 성인용품점